# Generali dell'Unione (guerra di secessione americana)

Bandiera degli Stati Uniti d'America a 35 stelle adottata a partire dal 1863.

I generali dell'Unione (guerra di secessione americana) vengono qui elencati in ordine alfabetico secondo il rango sostanziale e il grado militare del brevetto assunto (se applicabile) seguendo la lista di tutti gli ufficiali generali che prestarono servizio nell'Union Army e nell'Union Navy nel corso della guerra di secessione americana, oltre ad una piccola selezione di ufficiali di livello inferiore che ricevettero brevetti come ufficiali generali.
Mentre circa 1.600 ufficiali hanno ricevuto o sono stati nominati per brevetto come ufficiali generali nel corso della guerra civile (o immediatamente dopo per il servizio reso durante il conflitto), solo una minima parte è qui elencata: comprendendo quelli che sono morti in combattimento, che hanno prestato servizio come capi di reparto all'interno dell'esercito, che hanno subito la revoca dagli incarichi o che sono stati nominati in via provvisoria; infine tutti quelli che sono successivamente diventati presidenti degli Stati Uniti d'America.
Nota sulle abbreviazioni:
- MD - laureato in medicina
- MOH - Medal of Honor
- CSA: Confederate States Army

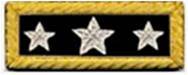
Spalline da generale regolare.

- DOW - morto in seguito alle ferite riportate
- GAR - Grand Army of the Republic
- KIA - morto in combattimento
- MOLLUS - Military Order of the Loyal Legion of the United States
- USA - nomina o brevetto regolare dell'Union Army
- USMA - United States Military Academy
- USN - Union Navy
- USV: - nomina o brevetto degli "United States Volunteers"
- VRC: - ufficiale militare dei Veteran Reserve Corps

## A
| Foto | Nome                         | Rango sostanziale                                                                       | Rango secondo Brevetto                                                        | Note |
| ---- | ---------------------------- | --------------------------------------------------------------------------------------- | ----------------------------------------------------------------------------- | --- |
|      | Henry Livermore Abbott       | Maggiore, USV (10 ottobre 1863)                                                         | Brigadier generale, USV (13 marzo 1865)                                       | KIA, Battaglia del Wilderness (6 maggio 1864) |
|      | John Joseph Abercrombie      | Colonnello, USA (25 febbraio 1861) Brigadier generale, USV (31 agosto 1861)             | Brigadier general, USA (13 marzo 1865)                                        | USMA, 1822 Dimissionario 24 giugno 1865 |
|      | Robert Allen                 | Colonnello, USA (19 febbraio 1862) Brigadier generale, USV (23 maggio 1863)             | Maggior generale, USA (13 marzo 1865) Maggior general, USV (13 marzo 1865)    | USMA, 1836 |
|      | Benjamin Alvord              | Maggiore, USA (22 giugno 1854) Brigadier generale, USV (15 aprile 1862)                 | Brigadier generale, USA (9 aprile 1865)                                       | USMA, 1833 |
|      | Adelbert Ames                | Capitano, USA (11 giugno 1864) Brigadier generale, USV (20 maggio 1863)                 | Maggior generale, USA (13 marzo 1865) Maggior generale, USV (15 gennaio 1865) | USMA, 1861 MOH, Prima battaglia di Bull Run (21 luglio 1861) Governatore del Mississippi (1868–1869) Senatore per il Mississippi (1870 - 1874) Governatore del Mississippi (1875) Ultimo generale dell'Unione sopravvissuto, morto il 13 aprile del 1933 Genero di Benjamin Butler |
|      | Jacob Ammen                  | Brigadier generale, USV (16 luglio 1862)                                                |                                                                               | USMA, 1831 Dimissionario a partire dal 14 gennaio del 1865 |
|      | Robert Anderson              | Brigadier generale, USA (15 maggio 1861)                                                | Maggior generale, USA (3 febbraio 1865)                                       | USMA, 1825 Pensionato a partire dal 27 ottobre del 1863 |
|      | Christopher Columbus Andrews | Brigadier generale, USV (5 gennaio 1864)                                                | Maggior generale, USV (9 marzo 1865)                                          | |
|      | George Leonard Andrews       | Brigadier generale, USV (10 novembre 1862)                                              | Maggior generale, USV (26 marzo 1865)                                         | USMA, 1851 Dimissionario nel 1855 |
| ***  | Timothy Patrick Andrews      | Colonnello, USA (6 settembre 1862)                                                      | Brigadier generale, USA (13 settembre 1847)                                   | Ufficiale generale delle paghe (1862–1864) Pensionato a partire dal 29 novembre del 1864 Respinto come brevetto di brigadier generale, USA (13 marzo 1865) sulla base del fatto che copriva già tale grado militare                                                                |
|      | Lewis Golding Arnold         | Luogotenente colonnello, USA (1º agosto 1863) Brigadier generale, USV (24 gennaio 1862) |                                                                               | USMA, 1837 Pensionato 8 febbraio 1864 |
|      | Richard Arnold (militare)    | Capitano, USA (14 maggio 1861) Brigadier generale, USV (29 novembre 1862)               | Maggior generale, USA (13 marzo 1865) Maggior generale, USV (22 agosto 1865)  | USMA, 1850 |
|      | Alexander Asboth             | Brigadier generale, USV (21 marzo 1862)                                                 | Maggior generale, USV (13 marzo 1865)                                         | Designato in qualità di brigadier generale, USV (3 settembre 1861) da John Charles Frémont, a cui però mancava l'autorità per poter prendere una tale decisione Ambasciatore in Argentina e Uruguay (1866–1868)                                                                    |
|      | Christopher Columbus Augur   | Luogotenente colonnello, USA (1º luglio 1863) Maggior generale, USV (9 agosto 1862)     | Maggior generale, USA (13 marzo 1865)                                         | USMA, 1843 |
|      | William W. Averell           | Capitano, USA (17 luglio 1862) Brigadier generale, USV (26 settembre 1862)              | Maggior general, USA (13 marzo 1865) Maggior general, USV (7 agosto 1864)     | USMA, 1855 |
|      | Romeyn Beck Ayres            | Capitano, USA (14 maggio 1861) Brigadier generale, USV (29 novembre 1862)               | Maggior generale, USA (13 marzo 1865) Maggior generale, USV (1º agosto 1864)  | USMA, 1847 |

## B
| Foto | Nome                                  | Rango sostanziale                                                              | Rango secondo brevetto                                                          | Note |
| ---- | ------------------------------------- | ------------------------------------------------------------------------------ | ------------------------------------------------------------------------------- | --- |
|      | Joseph Bailey                         | Brigadier generale, USV (10 novembre 1864)                                     | Maggior generale, USV (13 marzo 1865)                                           | Ricevuti i ringraziamenti da parte del Congresso (4 giugno 1864) |
|      | Absalom Baird                         | Maggiore, USA (12 novembre 1861) Brigadier generale, USV (28 aprile 1862)      | Maggior generale, USA (13 marzo 1865) Maggior generale, USV (1º settembre 1864) | USMA, 1849 MOH, Battaglia di Jonesborough (1º settembre 1864) |
|      | Edward Dickinson Baker                | Maggior generale, USV (21 settembre 1861)                                      |                                                                                 | KIA, Battaglia di Ball's Bluff (21 ottobre 1861) Respinta la nomina a brigadier general, USV (M17 maggio 1861) Promosso a maggior generale, USV postumo Membro della Camera dei Rappresentanti per l'Illinois (1845 - 1846, 1849 - 1851) Membro del Senato per l'Oregon (1860 - 1861) |
|      | Lafayette Curry Baker                 | Colonnello, USV, DC Cavalry (5 maggio 1863)                                    |                                                                                 | Nominato brigadier generale dalla presidenza di Andrew Johnson il 26 aprile del 1865, ma mai confermato |
|      | Nathaniel Banks                       | Maggior generale, USV (16 maggio 1861)                                         |                                                                                 | Ricevuti i ringraziamenti del Congresso (28 gennaio 1864) Membro del Congresso per il Massachusetts (1853 - 1857, 1865 - 1873, 1875 - 1879, 1889 - 1891) Presidente della Camera dei Rappresentanti (1856 - 1857) Governatore del Massachusetts (1858 - 1861)                         |
|      | Francis Channing Barlow               | Maggior generale, USV (25 maggio 1865)                                         |                                                                                 | |
|      | John Gross Barnard                    | Colonnello, USA (28 dicembre 1865) Brigadier generale, USV (23 settembre 1861) | Maggior generale, USA (13 marzo 1865) Maggior general, USV (4 luglio 1864)      | USMA, 1833 Sovrintendente dell'United States Military Academy (1855 - 1856) |
|      | James Barnes                          | Brigadier generale, USV (29 novembre 1862)                                     | Maggior generale, USV (13 marzo 1865)                                           | |
|      | Joseph K. Barnes, Dottore in medicina | Brigadier generale, USA (22 agosto 1864)                                       | Maggior generale, USA (13 marzo 1865)                                           | Chirurgo generale dell'United States Army (1864 - 1882) Medico presente sui letti di morte del Presidente Abraham Lincoln e di James A. Garfield |
|      | Henry Alanson Barnum                  | Brigadier generale, USV (31 maggio 1865)                                       | Maggior generale, USV (13 marzo 1865)                                           | MOH, Battaglia di Lookout Mountain (24 novembre 1863) |
|      | William Farquhar Barry                | Colonnello, USA (11 dicembre 1865) Brigadier generale, USV (20 agosto 1861)    | Maggior generale, USA (13 marzo 1865) Maggior generale, USV (1º settembre 1864) | USMA, 1838 |
|      | Joseph Jackson Bartlett               | Brigadier generale, USV (30 marzo 1863)                                        | Maggior general, USV (1º agosto 1864)                                           | Designato brigadier generale, USV (4 ottobre 1862) decaduto il 4 marzo del 1863 Ambasciatore in Svezia e Norvegia (1867 - 1869) |
|      | William Francis Bartlett              | Brigadier generale, USV (20 giugno 1864)                                       | Maggior general, USV (13 marzo 1865)                                            | |
|      | Henry Baxter                          | Brigadier generale, USV (12 marzo 1863)                                        | Maggior generale, USV (1º aprile 1865)                                          | Ambasciatore in Honduras (1869 - 1873) |
|      | George Dashiell Bayard                | Capitano, USA (20 agosto 1861) Brigadier generale, USV (28 aprile 1862)        |                                                                                 | USMA, 1856 DOW, Battaglia di Fredericksburg (ferito il 13 dicembre del 1862, deceduto il 14 seguente) |
|      | George Lafayette Beal                 | Brigadier generale, USV (30 novembre 1864)                                     | Maggior generale, USV (13 marzo 1865)                                           | |
|      | John Beatty (militare)                | Brigadier generale, USV (29 novembre 1862)                                     |                                                                                 | Rappresentante al Congresso per l'Ohio (1868 - 1873) |
|      | Samuel Beatty                         | Brigadier generale, USV (29 novembre 1862)                                     | Maggior generale, USV (13 marzo 1863)                                           | |
|      | William Worth Belknap                 | Brigadier generale, USV (30 luglio 1864)                                       | Maggior generale, USV (13 marzo 1865)                                           | Segretario alla Guerra (1869 - 1876) |
|      | Lewis Benedict                        | Colonnello, USV (12 settembre 1862)                                            | Brigadier generale, USV (13 marzo 1865)                                         | KIA, Battaglia di Pleasant Hill (9 aprile 1864) |
|      | Henry Washington Benham               | Maggiore (6 agosto 1861) Brigadier generale, USV (13 agosto 1861)              | Maggior generale, USA (13 marzo 1865) Maggior generale, USV (13 marzo 1865)     | USMA, 1837 |
|      | William Plummer Benton                | Brigadier generale, USV (28 aprile 1862)                                       | Maggior generale, USV (26 marzo 1865)                                           | |
|      | Hiram Gregory Berry                   | Maggior generale, USV (29 novembre 1862)                                       |                                                                                 | KIA, Battaglia di Chancellorsville (3 maggio 1863) |
|      | Daniel Davidson Bidwell               | Brigadier generale, USV (11 agosto 1864)                                       |                                                                                 | KIA, Battaglia di Cedar Creek (19 ottobre 1864) |
|      | Henry Warner Birge                    | Brigadier generale, USV (19 settembre 1863)                                    | Maggior generale, USV (25 febbraio 1865)                                        | |
|      | David Bell Birney                     | Maggior generale, USV (20 maggio 1863)                                         |                                                                                 | Morto per malattia, 18 ottobre 1864 Fratello di William Birney |
|      | William Birney                        | Brigadier generale, USV (22 maggio 1863)                                       | Maggior generale, USV (13 marzo 1865)                                           | Fratello di D. B. Birney |
|      | Frank P. Blair Jr.                    | Maggior generale, USV (29 novembre 1862)                                       |                                                                                 | Rinunciò all'incarico di brigadier generale, USV (7 agosto 1861) Membro del Congresso per il Missouri (1857 - 1859, 1861 - 1862, 1863 - 1864) Senatore per il Missouri (1871 - 1873) Fratello del Direttore generale delle poste Montgomery Blair                                     |
|      | William E. Blaisdell                  | Colonnello, USV (11 ottobre 1861)                                              | Brigadier generale, USV (23 giugno 1864)                                        | KIA, Battaglia di Jerusalem Plank Road (23 giugno 1864) |
|      | Louis Blenker (nato Ludwig)           | Brigadier generale, USV (9 agosto 1861)                                        |                                                                                 | Radunato il 31 marzo del 1863 |
|      | James Gillpatrick Blunt               | Maggior generale, USV (16 marzo 1863)                                          |                                                                                 | |
|      | Henry Bohlen                          | Brigadier generale, USV (28 aprile 1862)                                       |                                                                                 | KIA durante una ricognizione sul Rappahannock, Virginia (22 agosto 1862) |
|      | James Bowen                           | Brigadier generale, USV (11 ottobre 1862)                                      | Maggior generale, USV (13 marzo 1865)                                           | Dimissionario, 27 luglio 1864 |
|      | Thomas Meade Bowen                    | Colonnello, USV (20 settembre 1862)                                            | Brigadier generale, USV (13 febbraio 1865)                                      | Governatore dell'Idaho (1871) Senatore per il Colorado (1883 - 1889) |
|      | Jeremiah Tilford Boyle                | Brigadier generale, USV (9 novembre 1861)                                      |                                                                                 | Resigned January 26, 1864 |
|      | Luther Prentice Bradley               | Brigadier generale, USV (30 giugno 1864)                                       |                                                                                 | |
|      | Edward Stuyvesant Bragg               | Brigadier generale, USV (25 giugno 1864)                                       |                                                                                 | Rappresentante al Congresso per il Wisconsin (1877 - 1883, 1885 - 1887) Ambasciatore in Messico |
|      | John Milton Brannan                   | Maggiore, USA (1º agosto 1863) Brigadier generale, USV (28 settembre 1861)     | Maggior generale, USA (13 marzo 1865) Maggior generale, USV (23 gennaio 1865)   | USMA, 1841 |
|      | Mason Brayman                         | Brigadier generale, USV (24 settembre 1862)                                    | Maggior generale, USV (13 marzo 1865)                                           | Governatore dell'Idaho (1876 - 1880) |
|      | Henry Brewerton                       | Colonnello, USA (22 aprile 1864)                                               | Brigadier generale, USA (13 marzo 1865)                                         | USMA, 1819 Superintendente dell'USMA (1845- 1852) |
|      | Benjamin William Brice                | Colonnello, USA (29 novembre 1864)                                             | Maggior generale, USA (13 marzo 1865)                                           | Sovrintendente generale ai pagamenti (1864 - 1872) |
|      | Henry Shaw Briggs                     | Brigadier generale, USV (17 luglio 1862)                                       |                                                                                 | |
|      | James Sanks Brisbin                   | Capitano, USA (5 agosto 1861) Brigadier generale, USV (1º maggio 1865)         | Colonnello, USA (13 marzo 1865) Maggior generale, USV (13 marzo 1865)           | |
| ***  | Thornton Fleming Brodhead             | Colonnello, USV (26 agosto 1861)                                               | Brigadier generale, USV (30 agosto 1862)                                        | DOW, Seconda battaglia di Bull Run (ferito il 30 agosto del 1862, deceduto il 2 settembre seguente) |
|      | John Rutter Brooke                    | Brigadier generale, USV (12 maggio 1864)                                       | Maggior generale, USV (1º agosto 1864)                                          | Governatore di Porto Rico (1898) Governatore di Cuba (1899) Comandante in capo del MOLLUS (1905 - 1907) |
|      | William Thomas Harbaugh Brooks        | Maggiore, USA (12 marzo 1862) Brigadier generale, USV (28 settembre 1861)      |                                                                                 | USMA, 1841 Nominato maggior generale, USV (10 giugno 1863) revocato il 6 aprile del 1864 Dimissionario (14 giugno 1864) |
|      | Egbert Benson Brown                   | Brigadier generale, USV (29 novembre 1862)                                     |                                                                                 | |
|      | Robert Christie Buchanan              | Colonnello, USA (8 febbraio 1864) Brigadier generale, USV (29 novembre 1862)   | Maggior generale, USA (13 marzo 1865)                                           | USMA, 1830 Nomina volontaria scaduta (4 marzo 1863) Nipote della First Lady Louisa Adams (Moglie del Presidente John Quincy Adams) |
|      | Catharinus Putnam Buckingham          | Brigadier generale, USV (16 luglio 1862)                                       |                                                                                 | USMA, 1829 Dimissionario (11 febbraio 1863) |
|      | Ralph Pomeroy Buckland                | Brigadier generale, USV (29 novembre 1862)                                     | Maggior generale, USV (13 marzo 1865)                                           | Dimissionario (6 gennaio 1865) Rappresentante al Congresso per l'Ohio (1865 - 1869) |
|      | Don Carlos Buell                      | Colonnello, USA (17 luglio 1862) Maggior generale, USV (21 marzo 1862)         |                                                                                 | USMA, 1841 Radunato dal servizio di volontariato (28 maggio 1864) Dimissionario (1º giugno 1864) |
|      | John Buford                           | Capitano, USA (12 novembre 1861) Maggior generale, USV (1º luglio 1863)        |                                                                                 | USMA, 1848 Morto per malattia (16 dicembre 1863) Fratellastro di Napoleon Bonaparte Buford |
|      | Napoleon Bonaparte Buford             | Brigadier generale, USV (15 aprile 1862)                                       | Maggior generale, USV (13 marzo 1865)                                           | USMA, 1827 Nomina a maggior generale, USV (29 novembre 1862) scaduta il 4 marzo 1863 Fratellastro di J. Buford |
|      | Stephen Gano Burbridge                | Brigadier generale, USV (9 giugno 1862)                                        | Maggior generale, USV (4 luglio 1864)                                           | |
|      | Hiram Burnham                         | Brigadier generale, USV (26 aprile 1864)                                       |                                                                                 | KIA, Battaglia di Chaffin's Farm (29 settembre 1864) |
|      | William Wallace Burns                 | Maggiore, USA (3 agosto 1861) Brigadier generale, USV (28 settembre 1861)      | Brigadier generale, USA (13 marzo 1865)                                         | USMA, 1847 Dimissioni volontarie (20 marzo 1863) |
|      | Ambrose Burnside                      | Maggior generale, USV (18 marzo 1862)                                          |                                                                                 | USMA, 1847 Ricevuti i ringraziamenti del Congresso (28 gennaio 1864) Dimissionario (15 aprile 1865) Governatore del Rhode Island (1866 - 1869) Comandante in capo del GAR (1871 - 1873) Senatore per il Rhode Island (1875 - 1881)                                                    |
|      | Cyrus Bussey                          | Brigadier generale, USV (5 gennaio 1864)                                       | Maggior generale, USV (13 marzo 1865)                                           | |
|      | Richard Busteed                       | Brigadier generale, USV (7 agosto 1862)                                        |                                                                                 | Nomina scaduta il 4 marzo del 1863 |
|      | Benjamin Butler                       | Maggior generale, USV (16 maggio 1863)                                         |                                                                                 | Membro del Congresso per il Massachusetts (1867 - 1875, 1877 – 1879) Governatore del Massachusetts (1883 – 1884) Suocero di Adelbert Ames |
|      | Daniel Adams Butterfield              | Colonnello, USA (1º luglio 1863) Maggior generale, USV (29 novembre 1862)      | Maggior generale, USA (13 marzo 1865)                                           | MOH, Battaglia di Gaines' Mill (27 giugno 1862) |

## C
| Foto | Nome                           | Rango sostanziale                                                                        | Rango per brevetto                                                           | Note |
| ---- | ------------------------------ | ---------------------------------------------------------------------------------------- | ---------------------------------------------------------------------------- | --- |
|      | George Cadwalader              | Maggior generale, USV (25 aprile 1862)                                                   |                                                                              | Dimissionario, 6 luglio 1865 1º comandante in capo del MOLLUS (1865 - 1879) |
|      | John Curtis Caldwell           | Brigadier generale, USV (28 aprile 1862)                                                 | Maggior generale, USV (19 agosto 1865)                                       | Ambasciatore in Uruguay e Paraguay (1874 - 1882) |
|      | Robert Alexander Cameron       | Brigadier generale, USV (11 agosto 1863)                                                 | Maggior generale, USV (13 marzo 1865)                                        | |
|      | Charles Thomas Campbell        | Brigadier generale, USV (13 marzo 1863)                                                  |                                                                              | Designato brigadier generale, USV (29 novembre 1862), decaduto il 4 marzo 1863 |
|      | William Bowen Campbell         | Brigadier generale, USV (30 giugno 1862)                                                 |                                                                              | Dimissionario, 26 gennaio 1863 Rappresentante al Congresso per il Tennessee (1847 - 1853) Governatore del Tennessee (1851 - 1853) |
|      | Edward Canby                   | Colonnello, USA (14 maggio 1861) Maggior generale, USV (7 maggio 1864)                   | Maggior generale, USA (13 marzo 1865)                                        | USMA, 1839 Cognato di John Parker Hawkins |
|      | James Henry Carleton           | Maggiore, USA Brigadier generale, USV (28 aprile 1862)                                   | Maggior generale, USA (13 marzo 1865) Maggior generale, USV (13 marzo 1865)  | |
|      | William Passmore Carlin        | Maggiore, USA (8 febbraio 1864) Brigadier generale, USV (29 novembre 1862)               | Maggior generale, USA (13 marzo 1865) Maggior generale, USV (19 marzo 1865)  | USMA, 1850 |
|      | Eugene Asa Carr                | Maggiore, USA (17 luglio 1862) Brigadier generale, USV (7 marzo 1862)                    | Maggior generale, USA (13 marzo 1865) Maggior generale, USV (11 marzo 1865)  | USMA, 1850 MOH, Battaglia di Pea Ridge (7 marzo 1862) |
|      | Joseph Bradford Carr           | Brigadier generale, USV (30 marzo 1863)                                                  | Maggior generale, USV (13 marzo 1865)                                        | Designato brigadier generale, USV (7 settembre 1862), decaduto il 4 marzo 1863; 2° designazione (30 marzo 1863), decaduto il 30 marzo 1864; confermato il 30 giugno seguente                                                                                        |
|      | Henry Beebee Carrington        | Colonnello, USA (14 maggio 1861) Brigadier generale, USV (29 novembre 1862)              |                                                                              | |
|      | Samuel Sprigg Carroll          | Capitano, USA (1º novembre 1861) Brigadier generale, USV (12 maggio 1864)                | Maggior generale, USA (13 marzo 1865) Maggior generale, USV (13 marzo 1865)  | USMA, 1856 |
|      | Samuel Perry Carter            | Comandante, USN (25 giugno 1865) Brigadier generale, USV (1º maggio 1862)                | Maggior generale, USV (13 marzo 1865)                                        | United States Naval Academy, 1846 L'unico ufficiale che abbia mai ricoperto il grado di bandiera sia nell'United States Army che nell'United States Navy (nominato Retroammiraglio, 16 maggio 1882)                                                                 |
|      | Silas Casey                    | Colonnello, USA (9 ottobre 1861) Maggior generale, USV (31 maggio 1862)                  | Maggior generale, USA (13 marzo 1865)                                        | USMA, 1826 |
|      | Robert Francis Catterson, M.D. | Brigadier generale, USV (31 maggio 1865)                                                 |                                                                              | |
|      | Joshua Chamberlain             | Brigadier generale, USV (19 giugno 1864)                                                 | Maggior generale, USV (29 marzo 1865)                                        | MOH, Battaglia di Gettysburg (2 luglio 1863) Riceve i dettagli della resa dell'Armata Confederata della Virginia Settentrionale (12 aprile 1865) Governatore del Maine (1866 - 1870) Uno dei due soli ufficiali generali mai promossi sul campo da Ulysses S. Grant |
| ***  | Alexander Chambers             | Capitano, USA (14 maggio 1861) Brigadier generale, USV (11 agosto 1863)                  | Brigadier generale, USA (13 marzo 1865)                                      | USMA, 1853 Nomina volontaria annullata dal Senato il 6 aprile del 1864, apparentemente perché non era legalmente residente nell'Iowa |
|      | Stephen Gardner Champlin       | Brigadier generale, USV (29 novembre 1862)                                               |                                                                              | Dimissionario, 8 novembre 1863 DOW, Battaglia di Seven Pines (ferito il 31 maggio del 1862, deceduto il 24 gennaio 1864) |
|      | Edward Payson Chapin           | Brigadier generale, USV (27 maggio 1863)                                                 |                                                                              | KIA, Assedio di Port Hudson (27 maggio 1863); promosso postumo |
|      | Daniel Chaplin                 | Colonnello, USV (21 agosto 1862)                                                         | Brigadier generale, USV (17 agosto 1864)                                     | DOW, Seconda battaglia di Deep Bottom (ferito il 16 agosto del 1864, deceduto il 20 seguente) |
|      | George Henry Chapman           | Brigadier generale, USV (21 luglio 1864)                                                 | Maggior generale, USV (13 marzo 1865)                                        | |
|      | Augustus Louis Chetlain        | Brigadier generale, USV (18 dicembre 1863)                                               | Maggior generale, USV (18 giugno 1865)                                       | |
|      | John Chivington                | Colonnello, USV (aprile 1862) Brigadier generale, USV (29 novembre 1862)                 |                                                                              | Designato come brigadier generale USV, ritiratosi il 12 febbraio del 1863 |
|      | Sylvester Churchill            | Colonnello, USA (25 giugno 1841)                                                         | Brigadier generale, USA (23 settembre 1847)                                  | Ispettore generale, U.S. Army (1841 - 1861) Pensionato, 25 settembre 1861 |
|      | Morgan Henry Chrysler          | Brigadier generale, USV (11 novembre 1865)                                               | Maggior generale, USV (13 marzo 1865)                                        | |
|      | William Thomas Clark           | Brigadier generale, USV (31 maggio 1865)                                                 | Maggior generale, USV (24 novembre 1865)                                     | Rappresentante al Congresso per il Texas (1869 - 1872) |
|      | Cassius Marcellus Clay         | Maggior generale, USV (11 aprile 1862)                                                   |                                                                              | Designazione rifiutata e dimissionario, 11 marzo 1863 Ambasciatore nell'Impero russo (1863 - 1869) |
|      | Powell Clayton                 | Brigadier generale, USV (1º agosto 1864)                                                 |                                                                              | Governatore dell'Arkansas (1868 - 1871) Senatore per l'Arkansas (1871 - 1877) Ambasciatore in Messico (1897 - 1905) |
|      | Gustave Cluseret               | Brigadier generale, USV (14 ottobre 1862)                                                |                                                                              | Arrestato con addebiti non specificati, gennaio 1863 Dimissionario, 2 marzo 1863 Nomina volontaria mai più confermata |
|      | George Ashworth Cobham, Jr.    | Colonnello, USV (7 novembre 1862)                                                        | Brigadier generale, USV (19 luglio 1864)                                     | KIA, Battaglia di Peachtree Creek (20 luglio 1864) |
|      | John Cochrane (militare)       | Brigadier generale, USV (17 luglio 1862)                                                 |                                                                              | Dimissionario, 25 febbraio 1862 Rappresentante al Congresso per lo Stato di New York (1857 - 1861) |
|      | Patrick Edward Connor          | Brigadier generale, USV (30 marzo 1863)                                                  | Maggior generale, USV (13 marzo 1865)                                        | |
|      | Seldon Connor                  | Brigadier generale, USV (11 giugno 1864)                                                 |                                                                              | Governatore del Maine (1876 - 1879) |
|      | John Pope Cook                 | Brigadier generale, USV (21 marzo 1862)                                                  | Maggior generale, USV (24 agosto 1865)                                       | |
|      | Philip St. George Cooke        | Brigadier generale, USA (12 novembre 1861)                                               | Maggior generale, USA (13 marzo 1865)                                        | USMA, 1827 Padre di John Rogers Cooke, CSA Cognato di James Ewell Brown Stuart, CSA |
|      | James Cooper (politico)        | Brigadier generale, USV (17 maggio 1861)                                                 |                                                                              | Morto il 28 marzo del 1863 Rappresentante al Congresso per la Pennsylvania (1849 - 1843) Senatore per la Pennsylvania (1849 - 1855) |
|      | Joseph Alexander Cooper        | Brigadier generale, USV (30 luglio 1864)                                                 | Maggior generale, USV (13 marzo 1865)                                        | |
|      | Joseph Tarr Copeland           | Brigadier generale, USV (29 novembre 1862)                                               |                                                                              | Dimissionario, 8 novembre 1865 |
|      | Michael Corcoran               | Brigadier generale, USV (21 luglio 1861)                                                 |                                                                              | Deceduto in un incidente di guida, 22 dicembre 1863 |
|      | John Murray Corse              | Brigadier generale, USV (11 agosto 1863)                                                 | Maggior generale, USV (5 ottobre 1864)                                       | USMA (classe del 1857), ritirato 1855 |
|      | Darius Nash Couch              | Maggior generale, USV (4 luglio 1862)                                                    |                                                                              | USMA, 1846 Dimissionario, 26 maggio 1865 |
| ***  | Robert Cowdin                  | Brigadier generale, USV (26 settembre 1862)                                              |                                                                              | Designazione scaduta il 4 marzo 1863 Sollevato e riaggregato, 30 marzo 1863 |
|      | Jacob D. Cox                   | Maggior generale (7 dicembre 1864)                                                       |                                                                              | Originariamente designato a maggior generale, USV (6 ottobre 1862), decaduto il 4 marzo 1863 Dimissionario, 27 giugno 1864 Governatore dell'Ohio (1866 - 1867) Segretario degli Interni (1869 - 1870) Rappresentante al Congresso per l'Ohio (1877 - 1879)          |
| ***  | James Craig (militare)         | Brigadier generale, USV (21 marzo 1862)                                                  |                                                                              | Dimissionario, 5 maggio 1863 Rappresentante al Congresso per il Missouri (1857 - 1861) |
|      | Samuel Wylie Crawford, M.D.    | Luogotenente colonnello, USA (17 febbraio 1864) Brigadier generale, USV (25 aprile 1862) | Maggior generale, USA (13 marzo 1865) Maggior generale, USV (1º agosto 1864) | |
|      | Thomas Leonidas Crittenden     | Maggior generale, USV (17 luglio 1862)                                                   |                                                                              | Dimissionario, 13 dicembre 1864 Figlio di John Jordan Crittenden Fratello di George Bibb Crittenden, CSA Cugino di Thomas Turpin Crittenden |
| ***  | Thomas Turpin Crittenden       | Brigadier generale, USV (28 aprile 1862)                                                 |                                                                              | Dimissionario, 5 maggio 1863 Nipote di John J. Crittenden Cugino di T. L. e G. B. Crittenden, CSA |
|      | Marcellus Monroe Crocker       | Brigadier generale, USV (29 novembre 1862)                                               |                                                                              | USMA (classe del 1851), ritirato 1849 Morto per malattia, 26 agosto 1865 |
|      | George Crook                   | Capitano, USA (14 maggio 1861) Maggior generale, USV (21 ottobre 1864)                   | Maggior generale, USA (13 marzo 1865)                                        | USMA, 1852 |
|      | John Thomas Croxton            | Brigadier generale, USV (30 luglio 1864)                                                 | Maggior generale, USV (27 aprile 1865)                                       | Ambasciatore in Bolivia (1873 - 1874) |
| ***  | Charles Cruft                  | Brigadier generale, USV (16 luglio 1862)                                                 | Maggior generale, USV (5 marzo 1865)                                         | |
|      | George Washington Cullum       | Luogotenente colonnello, USA (3 marzo 1863) Brigadier generale, USV (1º novembre 1861)   | Maggior generale, USA (13 marzo 1865)                                        | USMA, 1833 Superintendente dell'United States Military Academy (1864 - 1866) Creatore del "Cullum number", sistema di identificazione dei graduati USMA Cognato di Schuyler Hamilton (sposata la vedova di Henry Halleck)                                           |
|      | Newton Martin Curtis           | Brigadier generale, USV (15 gennaio 1865)                                                | Maggior generale, USV (13 marzo 1865)                                        | MOH, Prima battaglia di Fort Fisher (15 gennaio 1865) Rappresentante al Congresso per lo Stato di New York (1891 - 1897) |
|      | Samuel Ryan Curtis             | Maggior generale, USV (21 marzo 1862)                                                    |                                                                              | USMA, 1831 Rappresentante al Congresso per l'Iowa (1857 – 1861) |
|      | George Armstrong Custer        | Capitano, USA (5 giugno 1862) Maggior generale, USV (15 aprile 1865)                     | Maggior generale, USA (13 marzo 1865)                                        | USMA, 1861 |
|      | Lysander Cutler                | Brigadier generale, USV (29 novembre 1862)                                               | Maggior generale, USV (19 agosto 1864)                                       | Dimissionario, 30 giugno 1865 |

## D
| Foto | Nome                                                                           | Rango sostanziale                                                                         | Rango secondo brevetto                                                      | Note |
| ---- | ------------------------------------------------------------------------------ | ----------------------------------------------------------------------------------------- | --------------------------------------------------------------------------- | --- |
|      | Aaron Daggett                                                                  | Luogotenente colonnello, USV (23 gennaio 1865)                                            | Brigadier generale, USV (13 marzo 1865)                                     | Ultimo brevetto generale superstite (deceduto il 14 maggio del 1938) |
|      | Napoleon Jackson Tecumseh Dana                                                 | Maggior generale, USV (29 novembre 1862)                                                  |                                                                             | USMA, 1842 Dimissionario, 27 maggio 1865 |
|      | John Wynn Davidson                                                             | Maggiore, USA (14 novembre 1861) Brigadier generale, USV (3 febbraio 1862)                | Maggior generale, USA (13 marzo 1865) Maggior generale, USV (13 marzo 1865) | USMA, 1845 |
|      | Henry Eugene Davies                                                            | Maggior generale, USV (4 maggio 1865)                                                     |                                                                             | Nipote di Thomas Alfred Davies |
|      | Thomas Alfred Davies                                                           | Brigadier generale, USV (7 marzo 1862)                                                    | Maggior generale, USV (1º luglio 1865)                                      | USMA, 1829 Zio di Henry E. Davies |
|      | Edmund Jackson Davis                                                           | Brigadier generale, USV (10 novembre 1864)                                                |                                                                             | Governatore del Texas (1870 – 1874) |
|      | Jefferson Columbus Davis                                                       | Capitano, USA (14 maggio 1861) Brigadier generale, USV (18 dicembre 1861)                 | Maggior generale, USA (13 marzo 1865) Maggior generale, USV (8 agosto 1864) | Ferì a morte il Maggior generale William "Bull" Nelson nel corso di un alterco privato (29 settembre 1862) |
|      | Rufus Robinson Dawes                                                           | Colonnello, USV (5 luglio 1864)                                                           | Brigadier generale, USV (13 marzo 1865)                                     | Dimissionario, 10 agosto 1864 Rappresentante al Congresso per l'Ohio (1881 – 1883) Padre del Vice Presidente Charles Dawes |
|      | George Washington Deitzler                                                     | Brigadier generale, USV (29 novembre 1862)                                                |                                                                             | Dimissionario, 27 agosto 1863 |
|      | Richard Delafield                                                              | Brigadier generale, USA (22 aprile 1864)                                                  | Maggior generale, USA (13 marzo 1865)                                       | USMA, 1818 Superintendente USMA (1838 – 1845, 1856 – 1861, 1861) United States Army Corps of Engineers Chiefs of Engineers (1864 - 1866) |
|      | Elias Smith Dennis                                                             | Brigadier generale, USV (29 novembre 1862)                                                | Maggior generale, USV (13 marzo 1865)                                       | |
|      | Frederick Tracy Dent                                                           | Luogotenente colonnello, USA (20 marzo 1864) Brigadier generale, USV (5 aprile 1865)      | Brigadier generale, USA (13 marzo 1865)                                     | USMA, 1843 Cognato di Ulysses S. Grant |
|      | James William Denver                                                           | Brigadier generale, USV (14 agosto 1861)                                                  |                                                                             | Dimissionario, 5 marzo 1863 Rappresentante al Congresso per la California (1855 – 1857) Governatore del Kansas (1857 – 1858) Omonimo di Denver (Colorado)                                                                                   |
|      | Gustavus Adolphus De Russy                                                     | Capitano, USA (17 agosto 1857) Brigadier generale, USV (23 maggio 1863)                   | Brigadier generale, USA (13 marzo 1865)                                     | USMA (classe del 1839), dimissionario nel 1838 Figlio di René Edward De Russy Cognato di Henry Jackson Hunt e di Lewis Cass Hunt |
|      | René Edward De Russy                                                           | Colonnello, USA (3 marzo 1863)                                                            | Brigadier generale, USA (13 marzo 1865)                                     | USMA, 1812 Superintendente, USMA (1833 – 1838) Padre di Gustavus Adolphus De Russy Suocero di Henry J. Hunt e di Lewis C. Hunt |
|      | Régis de Trobriand                                                             | Brigadier generale, USV (5 gennaio 1864)                                                  | Maggior generale, USV (9 aprile 1865)                                       | |
|      | Charles Devens                                                                 | Brigadier generale, USV (15 aprile 1862)                                                  | Maggior generale, USV (3 aprile 1865)                                       | Comandante in capo GAR (1873 – 1875) Procuratore generale degli Stati Uniti d'America (1877 – 1881) |
|      | Thomas Casimer Devin                                                           | Brigadier generale, USV (19 ottobre 1864)                                                 | Maggior generale, USV (13 marzo 1865)                                       | |
|      | John Thomas Deweese                                                            | Luogotenente colonnello, USV                                                              | Brigadier generale, USV (13 marzo 1865)                                     | Rappresentante al Congresso per l'Indiana (1868 – 1870) |
|      | Joel Allen Dewey                                                               | Brigadier generale, USV (20 novembre 1865)                                                |                                                                             | Ultimo generale nominato della guerra civile |
|      | Alexander Samuel Diven                                                         | Colonnello, USV (21 ottobre 1862)                                                         | Brigadier generale, USV (30 agosto 1864)                                    | Dimissionario, 11 maggio 1863 Rappresentante al Congresso per lo Stato di New York (1861 – 1863) |
|      | John Adams Dix                                                                 | Maggior generale, USV (16 maggio 1861)                                                    |                                                                             | Dimissionario, 30 novembre 1865 Senatore per lo Stato di New York (1845 – 1849) Segretario al tesoro (1861) Ambasciatore nel Secondo Impero francese (1866 – 1869) Governatore di New York (1873 – 1874) Ufficiale volontario di alto rango |
|      | Charles Cleveland Dodge                                                        | Brigadier generale, USV (29 novembre 1862)                                                |                                                                             | Dimissionario, 12 giugno 1863 |
|      | Grenville M. Dodge                                                             | Maggior generale, USV (7 giugno 1864)                                                     |                                                                             | Rappresentante al Congresso per l'Iowa (1867 – 1869) Comandante in capo MOLLUS (1907 – 1909) |
|      | Charles Camp Doolittle                                                         | Brigadier generale, USV (27 gennaio 1865)                                                 | Maggior generale, USV (13 marzo 1865)                                       | |
|      | Abner Doubleday                                                                | Luogotenente colonnello, USA (20 settembre 1863) Maggior generale, USV (29 novembre 1862) | Maggior generale, USA (13 marzo 1865)                                       | USMA, 1842 Fu il 1º a prendere la mira per rispondere al fuoco nella battaglia di Fort Sumter |
|      | Neal Dow                                                                       | Brigadier generale, USV (28 aprile 1862)                                                  |                                                                             | Dimissionario, 30 novembre 1864 |
|      | Francis Marion Drake                                                           | Luogotenente colonnello, USV (4 ottobre 1862)                                             | Brigadier generale, USV (22 febbraio 1865)                                  | Governatore dell'Iowa (1896 – 1898) |
|      | William Franklin Draper                                                        | Luogotenente colonnello, USV (9 agosto 1864)                                              | Brigadier generale, USV (13 marzo 1865)                                     | Rappresentante al Congresso per il Massachusetts (1893 – 1897) Ambasciatore in Italia (1897 – 1900) |
|      | Alfred Napoléon Alexander Duffié (conosciuto anche come Duffie, Alfred Nattie) | Brigadier generale, USV (23 giugno 1863)                                                  |                                                                             | |
|      | Ebenezer Dumont                                                                | Brigadier generale, USV (3 settembre 1861)                                                |                                                                             | Dimissionario, 28 febbraio 1863 Rappresentante al Congresso per l'Indiana (1863 – 1867) |
|      | William McKee Dunn                                                             | Luogotenente colonnello, USA (22 giugno 1864)                                             | Brigadier generale, USA (13 marzo 1865)                                     | Rappresentante al Congresso per l'Indiana (1859 – 1863) |
|      | Abram Duryée                                                                   | Brigadier generale, USV (31 agosto 1861)                                                  | Maggior generale, USV (13 marzo 1865)                                       | Dimissionario, 5 gennaio 1863 |
|      | Arthur Henry Dutton                                                            | Capitano, USA (2 ottobre 1863) Colonnello, USV (5 settembre 1862)                         | Colonnello, USA (26 maggio 1864) Brigadier generale, USV (16 maggio 1864)   | USMA, 1861 DOW, Battaglia di Proctor's Creek (ferito il 16 maggio del 1864, deceduto il 5 giugno seguente) |
|      | Isaac Harding Duval                                                            | Brigadier generale, USV (24 settembre 1864)                                               | Maggior generale, USV (13 marzo 1865)                                       | Rappresentante al Congresso per la Virginia Occidentale (1869 - 1871) |
|      | William Dwight                                                                 | Brigadier generale, USV (29 novembre 1862)                                                |                                                                             | USMA (classe del 1853), licenziato a partire dal 31 gennaio del 1853 |
|      | Alexander Brydie Dyer                                                          | Brigadier generale, USA (12 settembre 1864)                                               | Maggior generale, USA (13 marzo 1865)                                       | USMA, 1837 Capo dell'"Ordnance Corps" (1864 – 1874) |

## E
| Foto | Nome                         | Rango sostanziale                                                             | Rango secondo Brevetto                                                        | Note |
| ---- | ---------------------------- | ----------------------------------------------------------------------------- | ----------------------------------------------------------------------------- | --- |
|      | Amos Beebe Eaton             | Brigadier generale, USA (29 giugno 1864)                                      | Maggior generale, USA (13 marzo 1865)                                         | USMA, 1826 Commissario Generale alla sussistenza (1864 - 1874) |
|      | Alonzo Jay Edgerton          | Colonnello, USV (15 febbraio 1864)                                            | Brigadier generale, USV (13 marzo 1865)                                       | Senatore per il Minnesota (1881) |
|      | John Edwards                 | Brigadier Generale (24 settembre 1864)                                        |                                                                               | Rappresentante al Congresso per l'Arkansas (1871 - 8 febbraio 1872) Rimosso dal seggio quando l'elezione venne contestata con successo.                                              |
|      | Oliver Edwards               | Brigadier generale, USV (19 maggio 1865)                                      | Maggior generale, USV (5 aprile 1865)                                         | |
|      | Thomas Wilberforce Egan      | Brigadier generale, USV (3 settembre 1864)                                    | Maggior generale, USV (27 ottobre 1864)                                       | |
|      | James Adams Ekin             | Luogotenente colonnello, USA (29 luglio 1865) Colonnello, USV (2 agosto 1864) | Brigadier generale, USA (13 marzo 1865) Brigadier general, USV (8 marzo 1865) | Commissario al processo per l'assassinio di Abraham Lincoln |
|      | Alfred Washington Ellet      | Brigadier generale, USV (1º novembre 1862)                                    |                                                                               | Dimissionario, 31 dicembre 1864 Fratello di Charles Ellet, Jr. Zio di Charles Rivers Ellet                                                                                           |
|      | Washington Lafayette Elliott | Maggiore, USA (5 novembre 1861) Brigadier generale, USV (11 giugno 1862)      | Maggior generale, USA (13 marzo 1865) Maggior generale, USV (13 marzo 1865)   | USMA (classe del 1845), rilasciato nel 1844 |
|      | George Ruter Elstner         | Luogotenente colonnello, USV (1º luglio 1863)                                 | Brigadier generale, USV (8 agosto 1864)                                       | KIA, Battaglia di Utoy Creek (8 agosto 1864) |
|      | William Helmsley Emory       | Colonnello, USA (27 ottobre 1863) Maggior generale, USV (25 settembre 1865)   | Maggior generale, USA (13 marzo 1865)                                         | USMA, 1831 Omonimo dell'Emory Peak |
|      | George Peabody Estey         | Brigadier generale, USV (26 giugno 1865)                                      |                                                                               | |
|      | Henry Lawrence Eustis        | Brigadier generale (12 settembre 1863)                                        |                                                                               | USMA, 1842 Dimissionario, 27 giugno 1864 |
|      | Charles Ewing                | Capitano, USA (14 maggio 1861) Brigadier generale, USV (8 marzo 1865)         | Colonnello, USA (13 marzo 1865)                                               | Figlio di Thomas Ewing Fratello di Thomas Ewing, Jr. Fratello di Hugh Boyle Ewing Cognato di William Tecumseh Sherman                                                                |
|      | Hugh Boyle Ewing             | Brigadier generale, USV (29 novembre 1862)                                    | Maggior generale, USV (13 marzo 1865)                                         | USMA, classe del 1848, mai laureato Ambasciatore nei Paesi Bassi (1866 - 1870) Figlio di T. Ewing Fratello di T. Ewing, Jr. Fratello di C. Ewing Cognato di William T. Sherman       |
|      | Thomas Ewing, Jr.            | Brigadier generale, USV (13 marzo 1863)                                       | Maggior generale, USV (13 marzo 1865)                                         | Dimissionario, 23 febbraio 1865 Rappresentante al Congresso per l'Ohio (1877 - 1881) Figlio di T. Ewing Fratello di C. Ewing Fratello di Hugh B. Ewing Cognato di William T. Sherman |

## F
| Foto | Nome                     | Rango sostanziale                                                       | Rango secondo Brevetto                  | Note |
| ---- | ------------------------ | ----------------------------------------------------------------------- | --------------------------------------- | --- |
|      | Lucius Fairchild         | Capitano, USA (agosto 1861) Brigadier generale, USV (13 ottobre 1863)   |                                         | Dimissionaro, novembre 1863 Governatore del Wisconsin (1866 - 1872) Ambasciatore in Spagna (1880 - 1881) Comandante-in-capo, GAR (1886 - 1887) Comandante-in-capo, MOLLUS (1893 - 1895) |
|      | Elon John Farnsworth     | Brigadier generale, USV (29 giugno 1863)                                |                                         | KIA, Battaglia di Gettysburg (3 luglio 1863) Nipote di John Franklin Farnsworth |
|      | John Franklin Farnsworth | Brigadier generale, USV (29 novembre 1862)                              |                                         | Dimissionario, 4 marzo 1863 Rappresentante al Congresso per l'Illinois (1857 - 1861, 1863 - 1873) Zio di Elon J. Farnsworth                                                             |
|      | Edward Ferrero           | Brigadier generale, USV (6 maggio 1863)                                 | Maggior generale, USV (dicembre 1864)   | Originariamente nominato brigadier generale, USV (10 settembre 1862), incarico scaduto il 4 marzo del 1863                                                                              |
|      | Orris Sanford Ferry      | Brigadier generale, USV (17 marzo 1862)                                 | Maggior generale, USV (23 maggio 1865)  | Rappresentante al Congresso per il Connecticut (1859 - 1861) Senatore per il Connecticut (1867 - 1875)                                                                                  |
|      | Francis Fessenden        | Capitano, USA Maggior generale, USV (9 novembre 1865)                   |                                         | Figlio del Segretario al tesoro William Pitt Fessenden Fratello di James Deering Fessenden                                                                                              |
|      | James Deering Fessenden  | Brigadier generale, USV (8 agosto 1864)                                 | Maggior generale, USV (13 marzo 1865)   | Figlio del Segretario al Tesoro William P. Fessenden Fratello di F. Fessenden |
|      | Clement Alexander Finley | Colonnello, USA (15 maggio 1861)                                        | Brigadier generale, USA (13 marzo 1865) | Chirurgo Generale dell'United States Army (1861 - 1862) Pensionato, 14 aprile 1862 |
|      | Benjamin Franklin Fisher | Colonnello, USA                                                         | Brigadier generale, USV (13 marzo 1865) | Capo dei Signal Corps (United States Army) (1864–1865) |
|      | Clinton Bowen Fisk       | Brigadier generale, USV (24 novembre 1862)                              | Maggior generale, USV (13 marzo 1865)   | |
|      | Manning Force            | Brigadier generale, USV (11 agosto 1863)                                | Maggior generale, USV                   | MOH, Battaglia di Atlanta (22 luglio 1864) Cognato di John Pope |
|      | James William Forsyth    | Capitano, USA (24 ottobre 1861) Brigadier generale, USV (19 marzo 1865) | Brigadier generale, USA (13 marzo 1865) | USMA, 1856 |
|      | John G. Foster           | Capitano, USA Maggior generale, USV (18 luglio 1862)                    | Maggior generale, USA (13 marzo 1865)   | USMA, 1846 |
|      | Robert Sanford Foster    | Brigadier generale, USV (2 giugno 1863)                                 | Maggior generale, USV                   | Commissario al processo per l'assassinio di Abraham Lincoln |
|      | Louis Raymond Francine   | Colonnello, USV                                                         | Brigadier generale, USV (2 luglio 1863) | DOW, Battaglia di Gettysburg (ferito il 2 luglio dl 1863, deceduto l'8 seguente) |
|      | William Buel Franklin    | Colonnello, USA (14 maggio 1861) Maggior generale, USV (4 luglio 1862)  |                                         | USMA, 1843 |
|      | John Charles Frémont     | Maggior generale, USA (14 maggio 1861)                                  |                                         | Dimissionario, 4 giugno 1864 Senatore per la California (1850 - 1851) Governatore dell'Arizona (1878 - 1887) Genero del senatore Thomas Hart Benton                                     |
|      | William Henry French     | Colonnello, USA Maggior generale, USV (29 novembre 1862)                |                                         | USMA, 1837 Mustered out of volunteer service May 6, 1864 |
|      | James Barnet Fry         | Brigadier generale, USA (21 aprile 1864)                                | Maggior generale, USA                   | USMA, 1847 United States Army Provost Marshal General (1863 - 1866) |
| ***  | Speed Smith Fry          | Brigadier generale, USV (21 marzo 1862)                                 |                                         | |
|      | John Wallace Fuller      | Brigadier generale, USV (5 gennaio 1864)                                | Maggior generale, USV (13 marzo 1865)   | |

## G
| Foto | Nome                                  | Rango sostanziale                                                             | Rango secondo Brevetto                                                         | Note |
| ---- | ------------------------------------- | ----------------------------------------------------------------------------- | ------------------------------------------------------------------------------ | --- |
|      | William Gamble                        | Brigadier generale, USV (25 settembre 1865)                                   |                                                                                | |
|      | Alexander Gardiner                    | Colonnello, USV                                                               | Brigadier generale, USV (19 settembre 1864)                                    | DOW, Terza battaglia di Winchester (ferito il 19 settembre del 1864, deceduto il 7 ottobre seguente) |
|      | James A. Garfield                     | Maggior generale, USV (19 settembre 1863)                                     |                                                                                | Resigned December 5, 1863 Rappresentante al Congresso per l'Ohio (1863 - 1881) 20º Presidente degli Stati Uniti d'America (1881) Secondo Presidente morto assassinato |
|      | Kenner Garrard                        | Primo Luogotenente, USA Brigadier generale, USV (23 luglio 1863)              | Maggior generale, USA (13 marzo 1863) Maggior generale, USV (16 dicembre 1864) | USMA, 1851 Cugino di primo grado di Theophilus Toulmin Garrard |
|      | Theophilus Toulmin Garrard            | Brigadier generale, USV (29 novembre 1862)                                    |                                                                                | Richiamato il 4 aprile del 1864 Cugino di primo grado di K. Garrard |
|      | John White Geary                      | Brigadier generale, USV (25 aprile 1862)                                      | Maggior generale, USV (12 gennaio 1865)                                        | Governatore del Kansas (1856 - 1857) Governatore della Pennsylvania (1867 - 1873) |
|      | George Washington Getty               | Capitano, USA Brigadier generale, USV (25 settembre 1862)                     | Maggior generale, USA (13 marzo 1865) Maggior generale, USV (agosto del 1864)  | USMA, 1840 |
|      | John Gibbon                           | Capitano, USA Maggior generale, USV (7 giugno 1864)                           | Maggior generale, USA (13 marzo 1865)                                          | USMA, 1847 Comandante in capo MOLLUS (1895 - 1896) |
|      | Alfred Gibbs                          | Capitano, USA Brigadier generale, USV (19 ottobre 1864)                       | Maggior generale, USA Maggior generale, USV                                    | USMA, 1846 |
|      | Henry Hensel Giesy                    | Maggiore, USV                                                                 | Brigadier generale, USV (29 maggio 1864)                                       | DOW, Battaglia di Dallas (ferito il 28 maggio del 1864, deceduto il giorno seguente) |
|      | Charles Champion Gilbert              | Maggiore, USA (luglio del 1863) Brigadier generale, USV (4 settembre 1862)    | Colonnello, USA                                                                | USMA, 1846 Carica scaduta il 4 marzo del 1863 Assegnato come Maggior generale sul campo (agosto del 1862) da Horatio Gouverneur Wright |
|      | James Isham Gilbert                   | Brigadier generale, USV (9 febbraio 1865)                                     | Maggior generale, USV                                                          | |
|      | Alvan Cullem Gillem                   | Capitano, USA (12 luglio 1861) Maggior generale, USV (3 novembre 1865)        | Maggior general, USA (12 aprile 1865)                                          | USMA, 1851 |
|      | Quincy Adams Gillmore                 | Maggiore, USA (1º giugno 1863) Maggior generale, USV (10 luglio 1863)         | Brigadier generale, USA (13 marzo 1865)                                        | USMA, 1851 |
|      | George Henry Gordon                   | Brigadier generale, USV (9 giugno 1862)                                       | Maggior generale, USV (13 marzo 1865)                                          | USMA, 1846 |
|      | Willis Arnold Gorman                  | Brigadier generale, USV (7 settembre 1861)                                    |                                                                                | Riaggregato il 4 maggio del 1864 Governatore del Minnesota (1853 - 1857) |
|      | George Washington Gowen               | Colonnello, USV                                                               | Brigadier generale, USV (2 aprile 1865)                                        | KIA, Terza battaglia di Petersburg (2 aprile 1865) |
|      | Charles Kinnaird Graham               | Brigadier generale, USV (29 novembre 1862)                                    | Maggior generale, USV (13 marzo 1865)                                          | |
|      | Lawrence Pike Graham                  | Colonnello, USA (1864) Brigadier generale, USV (agosto del 1861)              | Brigadier generale, USA (13 marzo 1865)                                        | |
|      | Gordon Granger                        | Maggior generale, USV (17 settembre 1862)                                     | Maggior generale, USA (13 marzo 1865)                                          | USMA, 1845 |
|      | Robert Seaman Granger                 | Maggiore, USA (settembre del 1861) Brigadier generale, USV (ottobre del 1862) | Maggior generale, USA                                                          | USMA, 1838 |
|      | Lewis Addison Grant                   | Brigadier generale, USV (27 aprile 1864)                                      |                                                                                | MOH, Battaglia di Salem Church (3 maggio 1863) |
|      | Ulysses S. Grant (nato Hiram Ulysses) | Luogotenente generale, USA (4 marzo 1864)                                     |                                                                                | USMA, 1843 Riceve i ringraziamenti del Congresso (17 dicembre 1863) Riceve la Medaglia d'oro del Congresso (17 dicembre 1863) Primo ad assumere il grado di Luogotenente generale dai tempi di George Washington Primo Generale superiore dai tempi di G. Washington (25 luglio 1866) Comandante generale dell'esercito statunitense (1864 - 1869) 18º Presidente degli Stati Uniti d'America (1869 - 1877) |
|      | William Nelson Green, Jr.             | Luogotenente colonnello, USV                                                  | Brigadier generale, USV (9 aprile 1864)                                        | DOW, Battaglia di Pleasant Hill (ferito il 9 aprile del 1864, deceduto il 13 maggio seguente) |
|      | George Sears Greene                   | Brigadier generale, USV (28 aprile 1862)                                      |                                                                                | USMA, 1823 |
|      | David McMurtrie Gregg                 | Capitano, USA (1861) Brigadier generale, USV (29 novembre 1862)               |                                                                                | USMA, 1855 Dimissionario, 3 febbraio 1865 Comandante in capo MOLLUS (1903 - 1905) Cugino del Governatore della Pennsylvania Andrew Gregg Curtin |
|      | Walter Quintin Gresham                | Brigadier generale, USV (11 agosto 1883)                                      | Maggior generale, USV (13 marzo 1865)                                          | Dimissionario per le ferite subite, 1863 Direttore generale delle Poste (1883 - 1884) Segretario al tesoro (1884) Segretario di Stato (1893 - 1895) |
|      | Benjamin Henry Grierson               | Maggior generale, USV (27 maggio 1865)                                        |                                                                                | |
|      | Charles Griffin                       | Capitano, USA Maggior generale, USV (2 aprile 1865)                           | Maggior generale, USA (13 marzo 1865)                                          | USMA, 1847 Cognato di Samuel Sprigg Carroll |
|      | Simon Goodell Griffin                 | Brigadier generale, USV (12 maggio 1864)                                      | Maggior generale, USV (2 aprile 1865)                                          | |
|      | William Grose                         | Brigadier generale, USV (30 luglio 1864)                                      | Maggior generale, USV (13 agosto 1865)                                         | |
|      | Cuvier Grover                         | Capitano, USA Brigadier generale, USV (14 aprile 1862)                        | Maggior generale, USA Maggior general, USV                                     | USMA, 1850 |

## H
| Foto | Nome                                                                     | Rango sostanziale                                                                   | Rango secondo brevetto                                                       | Note |
| ---- | ------------------------------------------------------------------------ | ----------------------------------------------------------------------------------- | ---------------------------------------------------------------------------- | --- |
|      | Pleasant Adams Hackleman                                                 | Brigadier generale, USV (20 aprile 1862)                                            |                                                                              | KIA, Prima battaglia di Corinth (3 ottobre 1862) |
|      | Henry Halleck                                                            | Maggior generale, USA (19 agosto 1861)                                              |                                                                              | USMA, 1839 Comandante generale dell'esercito statunitense, U.S. Army (23 luglio 1862 - 12 marzo 1864) Capo di Stato maggiore, U.S. Army (12 marzo 1864 - maggio 1865)                                                              |
|      | Joseph Eldridge Hamblin                                                  | Brigadier generale, USV (19 maggio 1865)                                            | Maggior generale, USV (13 marzo 1865)                                        | |
|      | Andrew Jackson Hamilton                                                  | Brigadier generale, USV (18 settembre 1863)                                         |                                                                              | First appointment as brigadier general (November 14, 1862) never ratified Governatore del Texas (giugno 1865 - agosto 1866) durante l'Era della Ricostruzione                                                                      |
|      | Charles Smith Hamilton                                                   | Maggior generale, USV (19 settembre 1862)                                           |                                                                              | USMA, 1843 Dimissionario, 13 aprile 1863 |
|      | Schuyler Hamilton                                                        | Colonnello, USA Brigadier generale, USV (12 novembre 1861)                          |                                                                              | USMA, 1841 Nipote di Alexander Hamilton Cognato di Henry Halleck; later brother-in-law to George Washington Cullum Nominated major general, USV (September 17, 1862), never confirmed due to illness Resigned February 27, 1863    |
|      | Cyrus Hamlin                                                             | Colonnello, USA (12 febbraio 1863) Brigadier generale, USV (13 dicembre 1864)       | Maggior generale, USV (13 marzo 1865)                                        | Figlio del Vicepresidente Hannibal Hamlin Fratello di Charles Hamlin |
|      | William Alexander Hammond                                                | Brigadier generale, USA (25 aprile 1862)                                            |                                                                              | Chirurgo General dell'United States Army (1862 - 1864) Dismissed from service, August 18, 1864 |
|      | Winfield Scott Hancock                                                   | Brigadier generale, USA (12 agosto 1864) Maggior generale, USV (29 novembre 1862)   |                                                                              | USMA, 1844 Riceve i ringraziamenti del Congresso (21 aprile 1866) Comandante-in-capo MOLLUS (1879 - 1886) |
|      | James Allen Hardie                                                       | Colonnello, USA (marzo 1864)                                                        | Maggior generale, USA (13 marzo 1865)                                        | USMA, 1843 Appointed brigadier general, USV (November 29, 1862), appointment revoked January 22, 1863 |
|      | Martin Davis Hardin                                                      | Maggiore, USA Brigadier generale, USV (2 luglio 1864)                               | Brigadier generale, USA                                                      | USMA, 1859 |
|      | Abner Clark Harding                                                      | Brigadier generale, USV (13 marzo 1863)                                             |                                                                              | Dimissionario, giugno 1863 Rappresentante al Congresso per l'Illinois (1865 - 1869) |
|      | Charles Garrison Harker                                                  | Brigadier generale, USV (10 aprile 1864)                                            |                                                                              | USMA, 1858 KIA, Battaglia di Kennesaw Mountain (26 giugno 1864) |
|      | Edward Harland                                                           | Brigadier generale, USV (29 novembre 1862)                                          |                                                                              | |
|      | William Selby Harney                                                     | Brigadier generale, USA (14 giugno 1858)                                            | Maggior generale, USA (13 marzo 1865)                                        | |
|      | Thomas Maley Harris                                                      | Brigadier generale, USV (29 marzo 1865)                                             |                                                                              | Commissario al processo per l'assassinio di Abraham Lincoln |
|      | Benjamin Harrison                                                        | Colonnello, USV                                                                     | Brigadier generale, USV (23 gennaio 1865)                                    | Senatore per l'Indiana (1881 - 1887) 23º Presidente degli Stati Uniti d'America (1889 - 1893) Nipote di William Henry Harrison |
|      | William Harrow                                                           | Brigadier generale, USV (29 novembre 1862)                                          |                                                                              | Relieved, September 1864 Dimissionario, 7 aprile 1865 |
|      | John Frederick Hartranft                                                 | Brigadier generale, USV (12 maggio 1864)                                            | Maggior generale, USV (28 marzo 1865)                                        | MOH, Prima battaglia di Bull Run Provost Marshal, Lincoln Assassination trial Comandante-in-capo GAR (1875–1877) Governatore della Pennsylvania (1873–1879)                                                                        |
|      | George Lucas Hartsuff                                                    | Luogotenente colonnello, USA Maggior generale, USV (19 novembre 1862)               | Maggior generale, USA                                                        | USMA, 1852 |
|      | Milo Smith Hascall                                                       | Brigadier generale, USV (25 aprile 1862)                                            |                                                                              | USMA, 1852 Recommended for promotion to major general, USV, September 12, 1864; no action taken Resigned, October 27, 1864 |
|      | Joseph Abel Haskin                                                       | Luogotenente colonnello, USA Brigadier generale, USV (5 agosto 1864)                | Brigadier generale, USA (13 marzo 1865)                                      | USMA, 1839 |
|      | Edward Hatch                                                             | Brigadier generale, USV (27 aprile 1864)                                            | Maggior generale, USV                                                        | |
|      | John Porter Hatch                                                        | Maggiore, USA (1863) Brigadier generale, USV (28 settembre 1861)                    | Brigadier generale, USA Maggior generale, USV                                | USMA, 1845 MOH, Battaglia di South Mountain |
|      | Herman Haupt                                                             | Colonnello, USA (27 aprile 1862) Brigadier generale, USV (5 settembre 1862)         |                                                                              | USMA, 1835 Refused commission as brigadier general, resigned September 14, 1863 |
|      | John Parker Hawkins                                                      | Capitano, USA Brigadier generale, USV (13 aprile 1863)                              | Maggior generale, USA (13 marzo 1865) Maggior generale, USV (13 marzo 1865)  | USMA, 1852 Brother-in-law of E.R.S. Canby |
|      | Joseph Roswell Hawley                                                    | Brigadier generale, USV (13 settembre 1864)                                         | Maggior generale, USV (13 marzo 1865)                                        | Governatore del Connecticut (1866 - 1867) Rappresentante del Congresso per il Connecticut (1872 - 1875, 1879 - 1881) Senatore per il Connecticut (1881 - 1905)                                                                     |
|      | Joseph Hayes                                                             | Brigadier generale, USV (12 maggio 1864)                                            | Maggior generale, USV (13 marzo 1865)                                        | |
|      | Rutherford Hayes                                                         | Brigadier generale, USV (19 ottobre 1864)                                           | Maggior generale, USV (13 marzo 1865)                                        | Resigned commission, June, 1865 Rappresentante al Congresso per l'Ohio (1865 - 1867) Governatore dell'Ohio (1868 - 1872, 1876 - 1877) 19º Presidente degli Stati Uniti (1877 - 1881) Comandante-in-capo MOLLUS (1886, 1888 - 1893) |
|      | Isham Nicholas Haynie                                                    | Brigadier generale, USV (29 novembre 1862)                                          |                                                                              | Commission never confirmed by Senate, expired March 4, 1863 Resigned, March 6, 1863 |
|      | Alexander Hays                                                           | Capitano, USA Brigadier generale, USV (29 settembre 1862)                           | Colonnello, USA Maggior generale, USV (5 maggio 1864)                        | USMA, 1844 KIA, Battaglia del Wilderness (5 maggio 1864) |
|      | William Hays                                                             | Maggiore, USA (1863) Brigadier generale, USV (27 dicembre 1862)                     |                                                                              | USMA, 1840 Relieved of duty, April 6, 1865 |
|      | William B. Hazen                                                         | Colonnello, USA Maggior generale, USV (13 dicembre 1864)                            | Maggior generale, USA                                                        | USMA, 1856 |
|      | Charles Adam Heckman                                                     | Brigadier generale, USV (29 novembre 1862)                                          |                                                                              | Relieved, March 23, 1865 Resigned, May 25, 1865 |
|      | Samuel P. Heintzelman                                                    | Colonnello, USA (14 maggio 1861) Maggior generale, USV (5 maggio 1862)              |                                                                              | USMA, 1826 |
|      | Francis Jay Herron                                                       | Maggior generale, USV (29 novembre 1862)                                            |                                                                              | Youngest Major General MOH, Battaglia di Pea Ridge |
|      | Sylvester Gardner Hill                                                   | Colonnello, USV                                                                     | Brigadier generale, USV (15 dicembre 1864)                                   | KIA, Battaglia di Nashville (15 dicembre 1864) |
|      | Edward Winslow Hinks (b. Hincks, Edward Winslow; aka Hinks, Edward Ward) | Second Lieutenant, USA (April 26, 1861) Brigadier general, USV (November 29, 1862)  | Brigadier generale, USA (2 marzo 1867) Maggior generale, USV (13 marzo 1865) | Resigned regular Army commission June 4, 1861, returned to regular service after the war |
|      | Ethan Allen Hitchcock                                                    | Colonnello, USA Maggior generale, USV (10 febbraio 1862)                            | Brigadier generale, USV (1848)                                               | USMA, 1817 Grandson of Ethan Allen |
|      | Edward Henry Hobson                                                      | Brigadier generale, USV (29 novembre 1862)                                          |                                                                              | |
|      | William Hoffman                                                          | Colonnello, USA                                                                     | Maggior generale, USA (13 marzo 1865)                                        | USMA, 1829 Commissary-General of Prisoners |
|      | Joseph Holt                                                              | Brigadier generale, USA (22 giugno 1864)                                            |                                                                              | Direttore generale delle Poste (1859 - 1860) Segretario alla Guerra (1861 - 1862) Judge Advocate General Presiding judge on the Lincoln assassination trial                                                                        |
|      | Joseph Hooker                                                            | Brigadier generale, USA (20 settembre 1862) Maggior generale, USV (5 maggio 1862)   |                                                                              | USMA, 1837 Riceve i ringraziamenti del Congresso (28 gennaio 1864) |
|      | Alvin Peterson Hovey                                                     | Brigadier generale, USV (28 aprile 1862)                                            | Maggior generale, USV (4 giugno 1864)                                        | Ambasciatore in Perù (1866 - 1870) Rappresentante del Congresso (1887 - 1889) Governatore dell'Indiana (1889 - 1891) |
|      | Charles Edward Hovey                                                     | Brigadier generale, USV (5 settembre 1862)                                          | Maggior generale, USV (13 marzo 1865)                                        | Commission never confirmed, expired March 4, 1863 Resigned due to wounds, May, 1863 |
|      | Oliver O. Howard                                                         | Brigadier generale, USA (21 dicembre 1864) Maggior generale, USV (29 novembre 1862) |                                                                              | USMA, 1854 MOH, Battaglia di Fair Oaks Riceve i ringraziamenti del Congresso (28 gennaio 1864) Commissioner of the Freedmen's Bureau (1865–1871) Superintendent, USMA (1881–1882)                                                  |
|      | Albion Parris Howe                                                       | Capitano, USA (1855) Brigadier generale, USV (22 giugno 1862)                       | Maggior generale, USA (13 marzo 1865) Maggior generale, USV (13 marzo 1865)  | USMA, 1841 Commissario al processo per l'assassinio di Lincoln |
|      | Joshua B. Howell                                                         | Brigadier generale, USV (12 settembre 1864)                                         |                                                                              | Posthumous promotion Died in riding accident, September 12, 1864 |
|      | Thomas William Humphrey                                                  | Colonnello, USV                                                                     | Brigadier generale, USV (10 giugno 1864)                                     | KIA, Battaglia di Brice's Crossroads (10 giugno 1864) |
|      | Andrew Atkinson Humphreys                                                | Colonnello, USA Maggior generale, USV (8 luglio 1863)                               | Maggior generale, USA                                                        | USMA, 1831 |
|      | Henry Jackson Hunt                                                       | Luogotenente colonnello, USA Brigadier generale, USV (15 settembre 1862)            | Maggior generale, USA (13 marzo 1865) Maggior generale, USV (1863)           | USMA, 1839 Fratello di Lewis Cass Hunt Son-in-law of René Edward De Russy Brother-in-law of John Parker Hawkins and Gustavus Adolphus De Russy                                                                                     |
|      | Lewis Cass Hunt                                                          | Maggiore, USA (1863) Brigadier generale, USV (29 novembre 1862)                     | Brigadier generale, USA (1865)                                               | USMA, 1847 Fratello di Henry J. Hunt Son-in-law of René Edward De Russy Brother-in-law of John Parker Hawkins and Gustavus Adolphus De Russy                                                                                       |
|      | David Hunter                                                             | Colonnello, USA Maggior generale, USV (13 agosto 1861)                              | Maggior generale, USA                                                        | USMA, 1822 Presiding Commissioner on Lincoln assassination trial |
|      | Stephen Augustus Hurlbut                                                 | Maggior generale, USV (17 novembre 1862)                                            |                                                                              | Mustered out of service for alleged corruption, June 20, 1865 First commander-in-chief, GAR (1866–1868) U.S. minister to Colombia (1869–1872) U.S. Congressman from Illinois (1873–1877) U.S. minister to Peru (1881–1882)         |